# Sefīd Bon
Sefīd Bon (persiska: سفيد بن) är en ort i Iran.   Den ligger i provinsen Kurdistan, i den nordvästra delen av landet, 400 km väster om huvudstaden Teheran. Sefīd Bon ligger 1 492 meter över havet och antalet invånare är 165.
Terrängen runt Sefīd Bon är huvudsakligen kuperad, men åt nordväst är den bergig. Runt Sefīd Bon är det ganska tätbefolkat, med 60 invånare per kvadratkilometer. Närmaste större samhälle är Sarvābād, 19,1 km väster om Sefīd Bon. Trakten runt Sefīd Bon består i huvudsak av gräsmarker.